# Angry Birds Evolution
Angry Birds Evolution es un videojuego gratuito de lógica y rol basado en turnos desarrollado por Chimera Entertainment y publicado por Rovio Entertainment. Fue lanzado el 17 de junio de 2017 para las plataformas Android e iOS. El videojuego tiene una jugabilidad similar a Angry Birds Epic, también desarrollado por Chimera Entertainment, solo que en este caso, el jugador debe lanzar pájaros a los enemigos en vez de usar armas.
El videojuego recibió el premio Editor's Choice en Google Play Store. Según la firma de investigación móvil Sensor Tower, el videojuego ha recaudado más de 30 millones de dólares en todo el mundo, hasta julio de 2018.

## Historia
La información sobre Angry Birds Evolution se reveló en julio de 2016, cuándo Rovio y AngryBirdsNest prepararon la beta de este videojuego con el título provisional TNT. El período de beta abierta se extendió del 11 de julio de 2016 al 3 de agosto de 2016 y solo estaba disponible en iOS. Después de que finalizó la versión beta, el videojuego tuvo un lanzamiento suave en Hong Kong el 17 de agosto de 2016, luego se lanzó en más países asiáticos durante el mismo año. El 15 de junio de 2017, el videojuego recibió un lanzamiento final y global.

## Jugabilidad
Angry Birds Evolution es un videojuego de rol por turnos, como Angry Birds Epic, pero sus batallas incorporan elementos similares al pinball de Angry Birds Action!, en el sentido de que el jugador lanza pájaros a un puñado de cerdos en un campo de batalla rectangular, que rebotan en los límites, obstáculos y enemigos estratégicamente para causar el mayor daño posible y lograr la victoria. Cada cerdo atacará después de un cierto número de turnos, mientras que las aves podrán usar un movimiento especial, determinado por su color de plumaje, una vez que su furia se acumule después de una serie de turnos. Derrotar a todos los cerdos daría como resultado la victoria, mientras que permitir a los cerdos drenar la barra de salud compartida de las aves resultará en una derrota, a menos que el jugador decida pagar gemas para reponer algo de salud y seguir adelante.

## Recepción
Julie Muncy de Wired criticó la jugabilidad del videojuego mencionando que «disparas a tus pájaros al estilo clásico de Angry Birds, enviándolos a dar vueltas en pequeños escenarios de combate [...] Nada de esto realmente funciona». También criticó el diseño de sonido y referencias de la cultura pop, refiriéndose a eso como  un "cash-in". Pavan Shamdasani del South China Morning Post fue igualmente crítico con el videojuego, señalando sus "elementos poco originales" tanto en la jugabilidad como en el diseño visual. Emily Sowden, de Pocket Gamer, fue más positiva en su reseña y escribió que «Angry Birds Evolution es un juego decente al principio antes de que lleguen los problemas habituales de los juegos gratuitos».